# Akan (peuple)
Pour les articles homonymes, voir Akan.

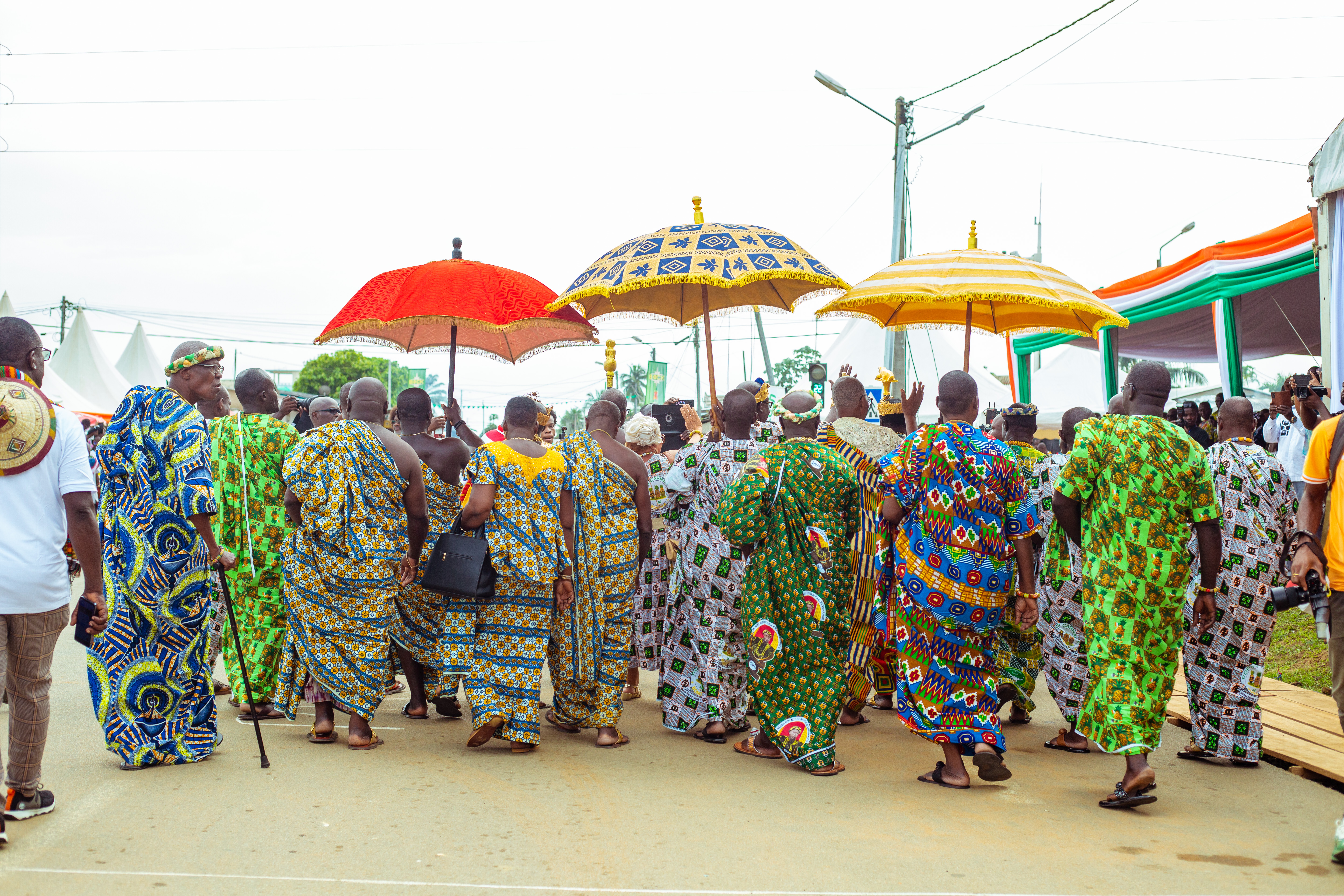
Noble Abouré de Bonoua, un groupe Akan de Côte d'Ivoire

Les Akans  (prononcé /akɑ̃/) sont un conglomérat de peuples localisé en Afrique de l'Ouest, principalement sur les territoires des actuels Ghana, Côte d'Ivoire, Togo et Bénin et qui présentent une forte parenté linguistique, ethnique et culturelle.
Malgré une large répartition, les populations Akan possèdent plusieurs caractéristiques communes :  leur langue fait partie du groupe tano central, la parenté est bilinéaire et la succession matrilinéaire, les  noms sont calendaires, la fête de l'igname, les monarques sont représentés par des symboles de pouvoir akan (dwa, afena et le dja).

## Dénomination

### Ethnonymie
Selon les sources et le contexte, on rencontre différentes formes : Akans, Acanjj, Akani, Akanny, Hecanny. Ils se reconnaissent une même origine immédiate, le bassin du Pra Ofin, dans l’actuel Ghana.

### Étymologie
L'étymologie du mot Akan ne fait pas l'objet d'un consensus. Une première hypothèse est qu'en akan, a kan signifie il a dit. Ces termes sont fréquemment utilisés par les Okyeame (porte-parole et émissaires des dignitaires) lors des interactions diplomatiques. Le terme aurait dès lors désigné, pour ceux ne comprenant pas la langue, celui qui désigne ce groupe ethnique. 
Une seconde hypothèse considère plutôt le terme è-kan (en akan, l'aîné) qui désigne le peuple comme étant le premier à avoir occupé la région. Dans cette même idée, le terme peut dériver  de kann qui assigne en plus aux Akans un rôle de guide spirituel et moral.

Eva Leonie Meyerowitz, auteur de référence sur l'histoire des Akans, réfute les deux premières hypothèses et pense que le terme vient de A'kpan, l'ancienne dénomination du peuple Gonja. Gérard Pescheux note que cette multiplicité des significations s'explique culturellement car l'art oratoire est, chez les Akan, élevé au rang d'institution.

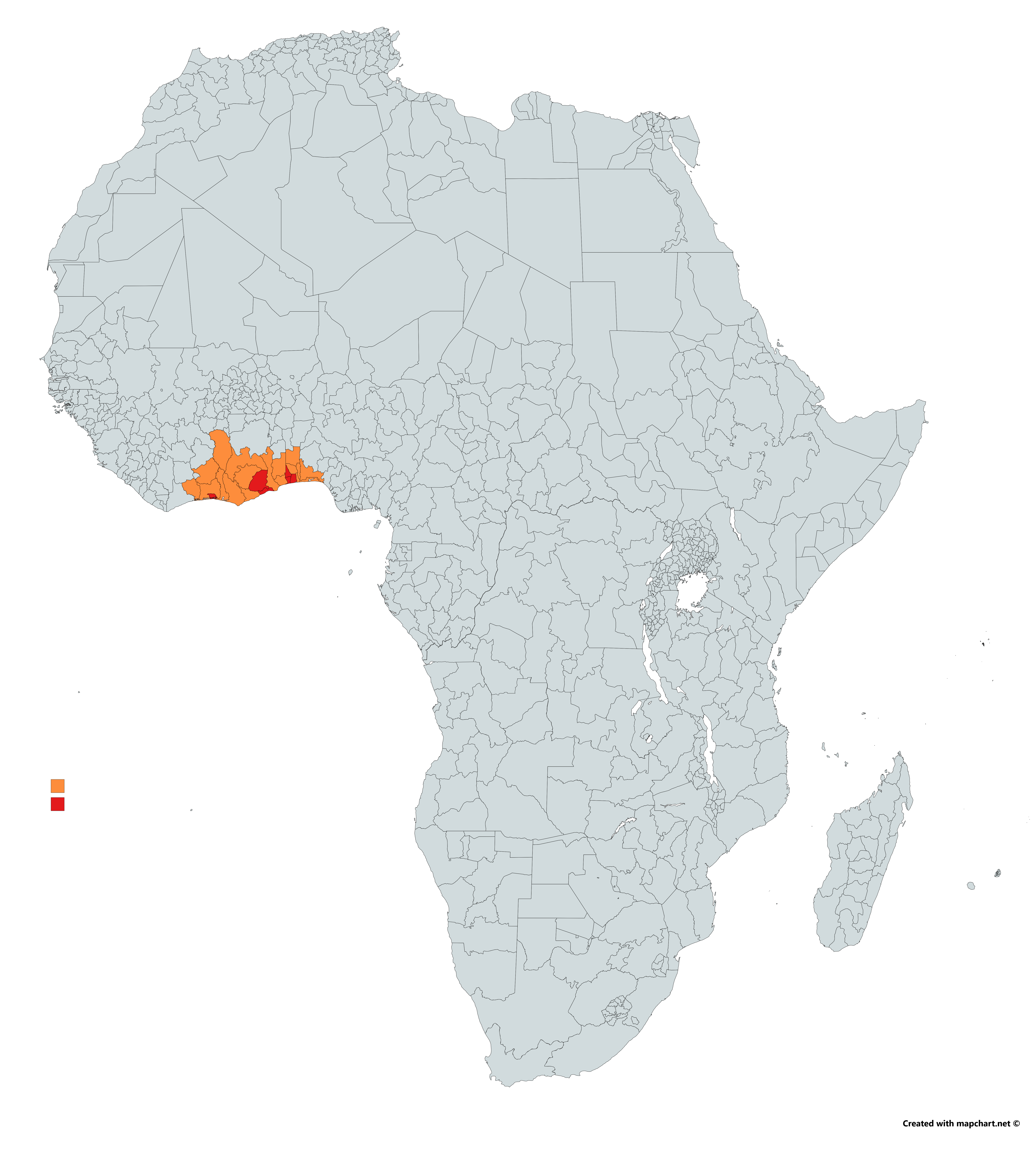
Dispersion du peuple Akan

## Distribution géographique
Les peuples Akan occupent le territoire compris entre la Volta à l’est et le Bandama à l’ouest, le huitième parallèle Nord et l’océan Atlantique.
Le sud, le centre et l'est de la Côte d'Ivoire sont occupés par différentes branches de la famille Akan (Lagunaires, Baoulé, Agni), dont le centre de gravité se trouve dans le territoire Akan au sud du Ghana.
La majorité des Akans réside au Ghana : ce sont les Ashanti, les Adansi, les Denkyira, les Brong, les Boribori Fanti, les Sefwi, les Aowin, les Nzima, les Akyem, les Buem,les Akwamu et les Kwahu.

## Peuples
Les Akans constituent un conglomérat de peuples installés principalement dans le sud du Ghana et en Côte d'Ivoire. On retrouve parmi eux les : Abourés, Agni, Ahantas, Ahizi, Akyems, Akuapems, Anufo, Aowin, Appolo, Ashanti, Assin, Attié, Baoulé, Bron, Fanti, Gomoa, Kwahu, Nzema, Sefwi, Twifo et Wassa.
On distingue en Côte d'Ivoire le sous-groupe des Akan lagunaires, constitué des Bétibé (communément appelés Eotilé), les Alladian, les Ebrié, les Abouré, les Avikam, les Adioukrou, les Akyé, les Abbey, les Abidji, les N’Zima, les Essouma, les Krobu, les M’Batto et les Ahizi.
On trouve également des Akan au Togo et au Bénin (Ewé, Guin, Ané, Adja, Tchokossi/Anoufo, Tchumbuli, Akposso).
Selon Adu Boahen, l'ensemble des peuples Akans trouve son origine dans huit clans matrilinéaires exogame, les mmusuas,.  

### Les Tchokossi
Les Tchokossi (dos, terme péjoratif rejeté par les Annofouè) d'origine Agni Baoulé. En 1810, ces guerriers se détachèrent de la région du Baoulé-Ngban. Ils ont conservé leur langue. Les Annoffouè ou Tchokossi sont Ivoiriens eux-mêmes à la maison du Ghana. Ils étaient l'avant-garde de l'armée de la reine Pokou.[réf. nécessaire]

### Les Akans Yaourè
Les Yaourès figurent parmi les Akans établis de longue date en Côte d'Ivoire ; ils étaient là bien avant les Baoulé.[réf. nécessaire] Leur nom viendrait de Yéwolè (« nous étions là » ou « nous sommes originaires ») ou de Yawarè, du nom de leur ancêtre de sexe féminin, lointaine parente du roi Opokou Ware de Kumassi.

### Les Akan Ga
Ils sont originaires de Accra et se sont établis au Togo où ils formèrent le royaume de Glidji. Ils occupent le sud-ouest du Bénin

### Les Akan Ané
Ils sont originaires de El Mina (d'où le nom qui leur est souvent donné de Mina et se sont établis au Togo où ils fondèrent les villes de Aného, puis Agbodrafo, avant de s'établir au Bénin à Agoué.

## Langue
Les Akan parlent une même langue, l'akan, avec de nombreuses variantes dialectales dont deux dialectes majeurs : le twi et le fanti.
Le baoulé appartient à la famille des langues akan ou tano central. Il s'agit de la langue du peuple des Baoulés, principalement parlée en Côte d'Ivoire dans le centre du pays à Bouaké, Yamoussoukro, Dimbokro, Béoumi, Sakassou, Daoukro, Bouaflé, Kouassi Kouassikro, Bodokro, Bocanda, Ouelle, M'bahiakro, Toumodi, Tiébissou et de Didiévi.
Les Ewé au Togo parlent L'Ewé avec de nombreuses variantes dialectales.

## Histoire

### Origine migratoire
L'origine des Akan ne fait pas l'objet d'un consensus et les différentes hypothèses, parfois contradictoires, laissent parfois place aux idéologies plutôt qu'aux faits. Les deux grandes tendances visent à déterminer si les Akan sont autochtones ou étrangers au territoire qu'ils habitent. En effet, plusieurs  historiens défendent la théorie du Ghana médiéval tandis que d'autres défendent celle des origines égyptiennes. Cette dernière théorie, dite « des savanes du Nord », est corroborée par la tradition orale et les mythes fondateurs de nombreux États Akans.
Les travaux d'Eva Meyerowitz rapprochent l'origine migratoire des Akans à l'empire du Mali et à la dynastie des Mandés. Elle s'appuie pour cela sur des corrélations entre la religion akan et l'Islam, mais également sur la présence de Reine-mère comparable à d'autres cas observés dans le bassin méditerranéen. Si ces analogies sont réfutées par d'autres auteurs, elles trouvent également appui au sein de la tradition orale qui évoque des lignages mandés et une migration provenant de l'ancien empire du Ghana. Niangoran Bouah rejette vigoureusement l'idée d'une ascendance berbère et fait remonter les premières migrations Akan entre 1200 et 700 avant J.C. au moment de la désertification du Sahara.

En déterminant ce qui caractérise les Akans, Adu Boahen suppose que deux éléments fondateurs sont des indices sur l'origine migratoire des Akans. Leur langue, tout d'abord, découle du Kwa dont le développement originel se situe entre le Bénin et le Ghana, dans le Togo actuel. De plus, la structure clanque matrilinéaire commune à tous les États Akans permet de supposer qu'elle est préexistante à la migration. Il en déduit que ces éléments se sont développés entre le Xe siècle et le XIIIe siècle dans les régions au Nord de la ceinture forestière du Ghana, et à l'Est, dans le Togo actuel. 
« Un premier groupe, représentés aujourd'hui par les Wassa, Gwira, Ahanta et Sehwi, ont suivi les rivières de Tano et Ankobra pour s'installer sur les côtes. Le second groupe, les actuels Adansi, Ashanti, Akwamu, Assin et Fanti, ont suivi la rivière du Pra et de l'Offin. »

Adu Boahen, 1965
Lors de son enquête, Gérard Pescheux note que les chefs et faiseurs de rois privilégient volontairement les traditions orales qui font remonter leurs origines à des pays lointains. Il conclut que nous pouvons tout au moins confirmer que les dernières étapes migratoires se sont bien déroulées entre le Xe siècle et  XVe siècle.
Il est important de noter que ces théories migratoires restent sujettes à caution. Des fouilles effectuées en 1986 sur le site d'Asantemanso, berceau traditionnel des Ashantis, remet en question ces hypothèses migratoires en révélant une occupation datant de plusieurs siècles avant J.-C. et dont la culture pourrait être associée à celle des Guan.

### Premiers royaumes
Les vagues de migration chassent les Guan, peuple installé sur les côtes, et les repoussent à l'est et au sud-est avant de les assimiler. Ceci explique la forte diversité linguistique chez les Akan de cette région. Les vagues suivantes forment dès le XIe siècle les premiers royaumes de Bono et de Kumbu. La destruction totale et partielle de ces royaumes provoquent de nouvelles vagues de migration interne, sous la pression de l'Islam.  Le royaume de Bono devient, au XVe siècle, un centre d'activités commerciales influent en pleine expansion démographique.
Entre le XIIIe siècle et XVe siècle, la région traverse plusieurs changements importants : d'importants mouvements démographiques vers le centre et le sud, l'émergence de nouveaux États, le développement de centres de commerce en lien avec les villes du Niger, la diffusion vers le sud de nouvelles techniques (tissage du coton, fonte du cuivre, etc.) et la différenciation linguistique. Ces changements prennent racine dans trois facteurs. Premièrement, l'expansion du commerce et de la demande en or à la fin du XIIIe siècle. Deuxièmement, d'importants sécheresses durant le XIIIe siècle et le XIVe siècle qui poussent les populations à chercher de nouvelles terres arables. Enfin, la peste noire qui  traverse le Sahara et pousse les populations vers le Sud.

### Conflits avec les Guan
Si les migrations repoussent les Guan le long de la Côte, cela ne se fait pas sans heurt. Considérés comme les véritables autochtones du Ghana, les Guan appartiennent au groupe des langues kwa et sont gouvernés par des prêtres-roi, à l'instar de ceux du royaume de Nri. Certains auteurs considèrent que les Guan possédaient un empire étendu. L'implantation de nouveaux États Akans provoquent des conflits dans la région forestière du Ghana, autour de Kumasi, qui chassent les Guan Kwabiri vers le Royaume d'Akwamu. Un royaume Guan se serait établi dans la plaine d'Accra, gouvernés par huit souverains nommés Ataala Fiam. Cependant, le dernier roi subit une importante défaite lors d'un conflit qui l'oppose aux trois cité-états de Kumasi durant le XVIIe siècle. Au terme de cette guerre, les Akans repoussent les Guan à l'est et au sud-est. Ceux-ci s'assimilent culturellement aux populations Akans déjà présentes.

### Contacts européens
À l'arrivée des explorateurs portugais en 1474, ces différentes populations étaient organisées en petits royaumes indépendants.
Au XVIIe siècle, les États Akans sont partagés entre l'hégémonie du Royaume de Bono à l'ouest et du Royaume de Denkyira au sud est. Cependant, la naissance de la confédération ashanti et leur victoire lors de la Bataille de Feyiase en 1701 provoque d'abord la chute de Denkyira qui prend sa place en tant que partenaire privilégié des Européens. Puis, en 1723, l'invasion du royaume de Bono met fin à son hégémonie. Si la majorité des États Akans sont sous l'influence des Ashanti, ces conflits provoquent également de nombreux exils et l'installation de peuples Akans en dehors du contrôle Ashanti comme en Côte d'Ivoire. Les États côtiers se renforcent également avec le soutien des Européens.
L'or paraissait si abondant dans la région que les Portugais la nommèrent Côte de l'Or.
Au début du XVIIIe siècle, les Attié constituèrent une fédération qui résista aux Britanniques pendant près de deux siècles et ne fut définitivement défaite qu'en 1900.

## Organisation socio-culturelle

### Historique
Les Akans sont caractérisés par une importante transformation de leur organisation socio-culturelle au travers des siècles, passant d'un mode de production basé sur la cueillette et la chasse à une société agricole structurée autour de matriclans et de matrilignages qui organisent les populations en chefferies et États. 
Historiquement, la surpopulation et le besoin de nouveaux territoires favorise la formation de ces communautés ainsi que leur migration en tant que clan. Ces clans s'établissent au sein de tribus qui peuvent ensuite former des royaumes ou des États. Cependant, de nombreux cas de migrations claniques et de groupement et villes fondées sur l'appartenance claniques, et ne dépend pas forcément d'un noyau familial. La tradition orale confirme l'existence et l'apparition de cette organisation socio-culturelle commune à l'ensemble des Akans et probablement antérieure à leurs premières migrations.
L'apparition des chefferies et premiers États Akans coïncide avec l'apparition des dwa (siège) symbolisant la détention du pouvoir pour celui qui s'assied dessus. Selon Ivor Wilks, la première condition à l'émergence de ces État est le passage d'un mode de production basé sur la cueillette et la chasse à l'agriculture. Cette transformation s'effectue entre le XVe et le XVIe siècle dans les régions centrales du Ghana.

### Famille, clans, tribus, nations

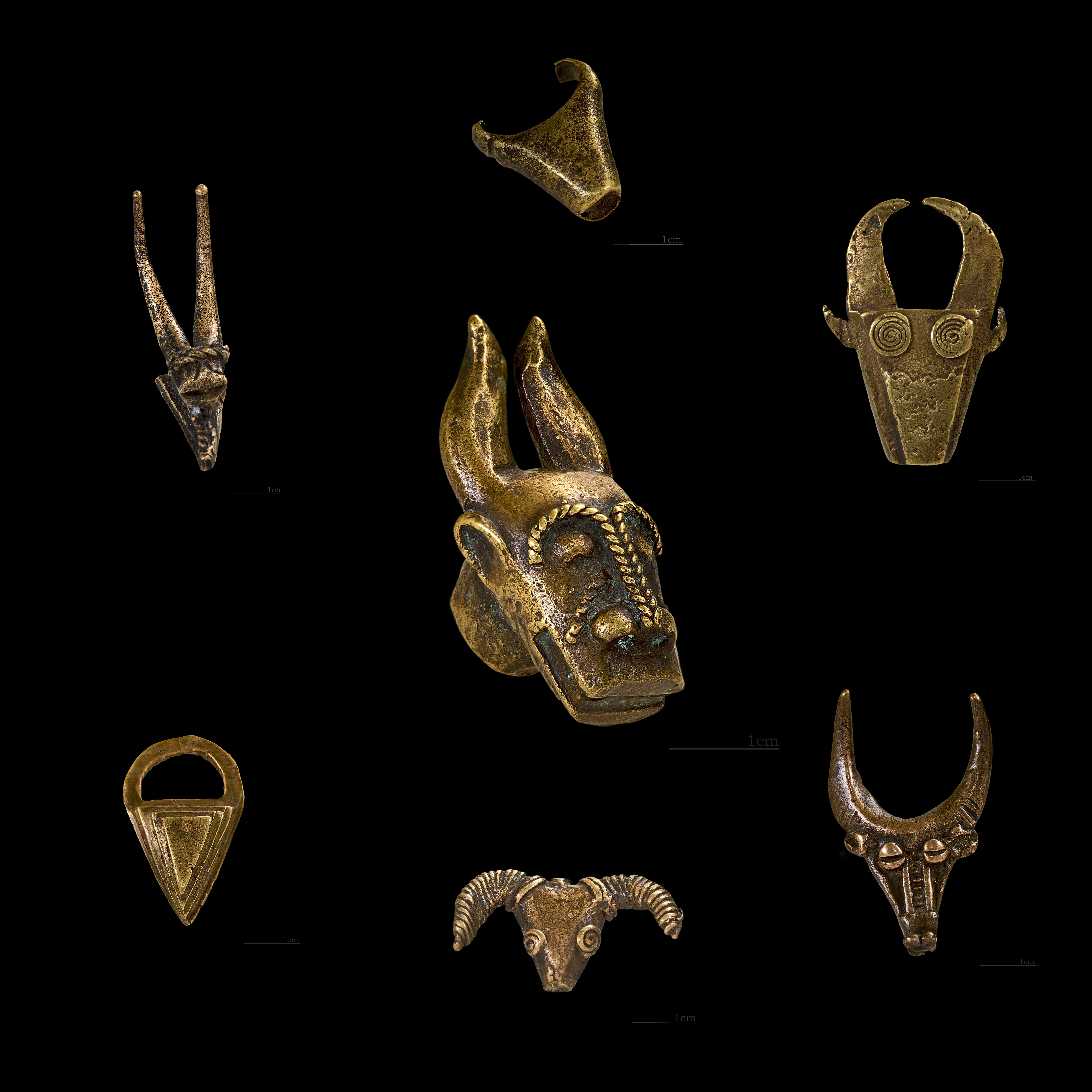
Pesons à poudre d'or (muséum de Toulouse).

L'organisation socio-culturelle akan suit une logique famille-clan-tribu-nation. C'est-à-dire que le modèle d'organisation qui régit le clan, la tribu ou la nation dépendront toujours du modèle familial qui les gouverne. Ainsi le fie-wura (chef de famille) peut prendre des décisions et interdictions qui découlent sur l'ensemble des membres de sa famille. Il peut également être le représentant de ses ancêtres en défendant leurs valeurs, ce qui en fait également une forme de chef spirituel.
Cette autorité est atténuée par le rôle des femmes puisque l'organisation socio-culturelle est matrilinéaire. Ce qui signifie que la charge suprême, et son héritage, dépend essentiellement des mariages effectués entre familles et, à plus grande échelle, entre clans. En effet, ce fonctionnement représente la base généralisée à l'organisation socio-culturelle des autres strates.
La communauté qui découle de ces familles s'organise autour des abusua (clan) qui induit un statut et des obligations pour toute personne qui en découlent. Selon la tradition, cette transition d'un système patrilinéaire à un système matrilinéaire s'est initiée au XVIe siècle pour s'achever en 1700 et est commune à toute l'aire culturelle Akan. 
Certains territoires appartiennent donc à l'une ou l'autre de ces strates socio-culturelles, pouvant être familiaux, claniques, tribaux ou étatiques. Cette organisation fait qu'il existe d'importantes relations entre les pouvoirs royaux et les liens de parentés. Historiquement, les liens dynastiques régis par les clans matrilinéaires sont à l'origine de nombreux conflits dynastiques dans l'Empire ashanti.
L'institution monarchique se compose d'un hene (roi ou chef) et d'une hemaa (reine mère).
Les Akans sont généralement organisés en « royaumes ». La charge suprême – comme celle des responsables de famille – est héréditaire, transmise par voie matrilinéaire. Elle est exercée, en association, par une femme et homme. Les Akan se caractérisent aussi par leur système de nomination lié aux jours de naissance.

## Culture et religion
La fête des ignames, appelée Odwira, est une fête célébrée par les ethnies Akan dans les villes de l'est de la Côte d'Ivoire.
La religion akan et les rituels qui y sont associés sont très importants dans la culture akan. Ils régissent la vie et l'organisation des akans entre eux.
Les Akans considèrent qu'il existe 7 âmes, liées à chaque jour de la semaine, et utilisent une dénomination calendaire pour les enfants qui naissent. Ils croient en la réincarnation, le ntoro (âme) transmis par le père retourne à son abosom et le mogya (sang) transmis par la mère se transforme en saman (fantôme ou esprit ancestral) afin de rejoindre l'asamando (monde des ancêtres) en attente de sa résurrection. Un enfant peut donc incarner un ancêtre à l'identique, si son mogya et son ntoro qui le composent sont identiques. Cependant ses actes en font un individu différent qui altère son kra (essence ou âme) et son sunsum (lien divin).

### Prénoms calendaires akan
Chez les locuteurs Twi du Ghana, le mot "da" signifie jour. Ainsi, chaque jour de la semaine se finira par ce mot. Les prénoms en version masculine et féminine suivent l'addaduana (ou calendrier en akan).
- Lundi : Djoada = Kwadjo/ Kojo et Adjoa
- Mardi : Benada = Kwabena et Abena
- Mercredi : Wukuada= Kwaku et Akua
- Jeudi : Yawoada = Yaw et Yaa
- Vendredi : Efiada = Kofi et Efia / Afua
- Samedi : Memeneda = Kwame et Ama
- Dimanche : Kwesiada = Akwasi et Akosua / Akos

Chez les Baoulés les noms sont donnés selon le jour de naissance (Homme / Femme)
- Lundi : (Kouassi, Akissi).
- Mardi : (Kouadio, Adjoua).
- Mercredi : (Konan, Amenan).
- Jeudi : (Kouakou, Ahou).
- Vendredi : (Yao, Aya).
- Samedi : (Koffi, Affoué).
- Dimanche : (Kouamé, Amoin)

Chez les Akyé, les noms de  naissance s'accompagnent de nom de caresse ou d'un sobriquet
- Lundi: (Tsin), Atsé ou Atsin, ou Atsain (garçon), sobriquet- Opokou; Chia (fille), sobriquet- Koyè, Miba, Mema
- Mardi (Tsimpi), Yapi (garçon), sobriquet- Akassemblé ou Akpassan; Apie (fille), sobriquet- Benga
- Mercredi (Pitsé), Seka ou Sika (garçon), sobriquet- Abouandi; Sopie (fille), sobriquet- Akoyi
- Jeudi  (Tchun), N'cho (garçon), sobriquet- Kangui; Cho (fille), sobrquet- Abayo
- Vendredi (Kui), Achi ou Assi (garçon), sobriquet- Ohoué; Kousso (fille), sobriquet- Agnissan
- Samedi (Koe), Yapo (garçon), sobriquet- Acchiépo Botokan; Apo (fille), sobriquet- Bingo
- Dimanche (Dzeuleuh) Dzeussimbi (garçon), sobriquet- Odominga; Dzeushibi (fille), sobriquet- Anindzeu

Chez les N'zima, un peuple akan, les noms de naissance s'accompagnent de noms de caresse.
- Mardi : (dweké), Kodjo (garçon), Adjoba (fille), nom de caresse (assela, ômôlossa)
- Mercredi (maalin), Kabenlan (Kablan) (garçon), abrema (fille), nom de caresse (abouo kablan benna wossu, kwosia)
- Jeudi (koulé), Kacou (garçon), akouba (fille), nom de caresse (abaakou, ôbologyi)
- Vendredi (yalé), kouao (garçon), yaba (fille), nom de caresse (ôgonlon, amélé)
- Samedi (folê), koffi (garçon), affiba (fille), nom de caresse (abou koffi, molowié)
- Dimanche (molê), Kouame (garçon), ama (fille), nom de caresse (abossiabo, agyabenlandou)
- Lundi : (kenlenzilé), kouassi(garçon), akassi(fille), nom de caresse(afum, assimokoua)

Ces noms de naissance sont les êkêla douma.

## Personnalités Akan

### Monarques
- Le roi Osei Tutu
- Les rois Osei
- La reine Abla Pokou
- Le roi Obodjè Séboi
- Le roi Opokou Ware
- Le roi M'bassidjé François

ASCAD : Prof Aké N'GBO succède à Prof Asseypo HAUHOUOT 

### Personnalités politiques ivoiriennes
- Daniel Kablan Duncan
- Pascal Affi N'Guessan
- Henri Konan Bédié
- Félix Houphouët-Boigny
- Ernest Boka
- Henriette Dagri Diabaté
- Léon-Emmanuel Monnet
- Béda Boni
- Simone Ehivet
- Tidjane Thiam

### Personnalités scientifiques ivoiriennes
- Gilbert Marie Aké N'Gbo
- Asseypo  Hauhouot

### Personnalités politiques ghanéennes
- Yaa Asantewaa
- Kwame Nkrumah
- Kofi Annan
- John Kufuor
- Jerry Rawlings
- Nana Akufo-Addo
- John Atta Mills

### Autres
- Anton Wilhelm Amo (1703-1753)
- Kofi Kingston
- Monique Séka
- Meiway
- Adrienne Koutouan
- Akissi Delta
- Marie-Louise Asseu
- Gervinho
- Simon Adingra
- Jackie Appiah
- Kofi Siriboe (en)
- Boris Kodjoe
- Amos Zereoué (en)
- Idris Elba
- Kevin-Prince Boateng
- Laurent Pokou
- Offoumou Yapo
- Edem Kodjo
- Gyan Asamoah
- Michael Essien
- Jérôme Boateng
- Kwadwo Asamoah
- Freddy Adu
- Anthony Annan
- Wilberforce Mfum
- Didier Ya Konan
- Emmanuel Agyemang-Badu
- John Paintsil
- Kojo Antwi (en)
- Daddy Lumba (en)
- Mario Balotelli
- Derek Boateng
- Samuel Osei Kuffour
- Paul Boateng, homme politique britannique
- Deborah Owusu-Bonsu
- Samuel Inkoom
- George Boateng
- Oswald Boateng
- Gerald Asamoah
- Stephen Appiah
- John Mensah
- Bernard Dadié, écrivain
- Laurent Atsain Achi
- Kwasi Wiredu
- Olivia Yacé
- Peter Turkson, prélat catholique, cardinal
- Jojo Chintoh (en), journaliste
- Virgil Abloh
- Eugène Koffi Adoboli, Premier ministre du Togo
- Kwame Bediako (en), théologien protestant du Ghana
- Joana Choumali, artiste et photographe de Côte d’Ivoire.

## Art akan
- Art Akan (en)
- Poids à peser l'or (Akan)
- Symboles Adinkra
- Ashantis, Empire ashanti (1701-1957), Guerres anglo-ashanti (1824-1901)
- Pagne kita ou kente

### Discographie
- (en) Elizabeth Kumi et Joseph Manu (compil.), Rhythms of Life, Songs of Wisdom: Akan Music from Ghana, Smithsonian Folkways Recordings, 2006, 71'

### Filmographie
- Idriss Diabate, La fête de l'igname à Adahou : Côte d'Ivoire, ministère de la Coopération, CCF, Rennes Saint-Jacques, 1994, 19'
- Véronique Duchesne (réal.), Au pays où danse le kaolin, CNRS Audiovisuel, Meudon (Hauts-de-Seine), 2002, 54'